# 중문관광단지

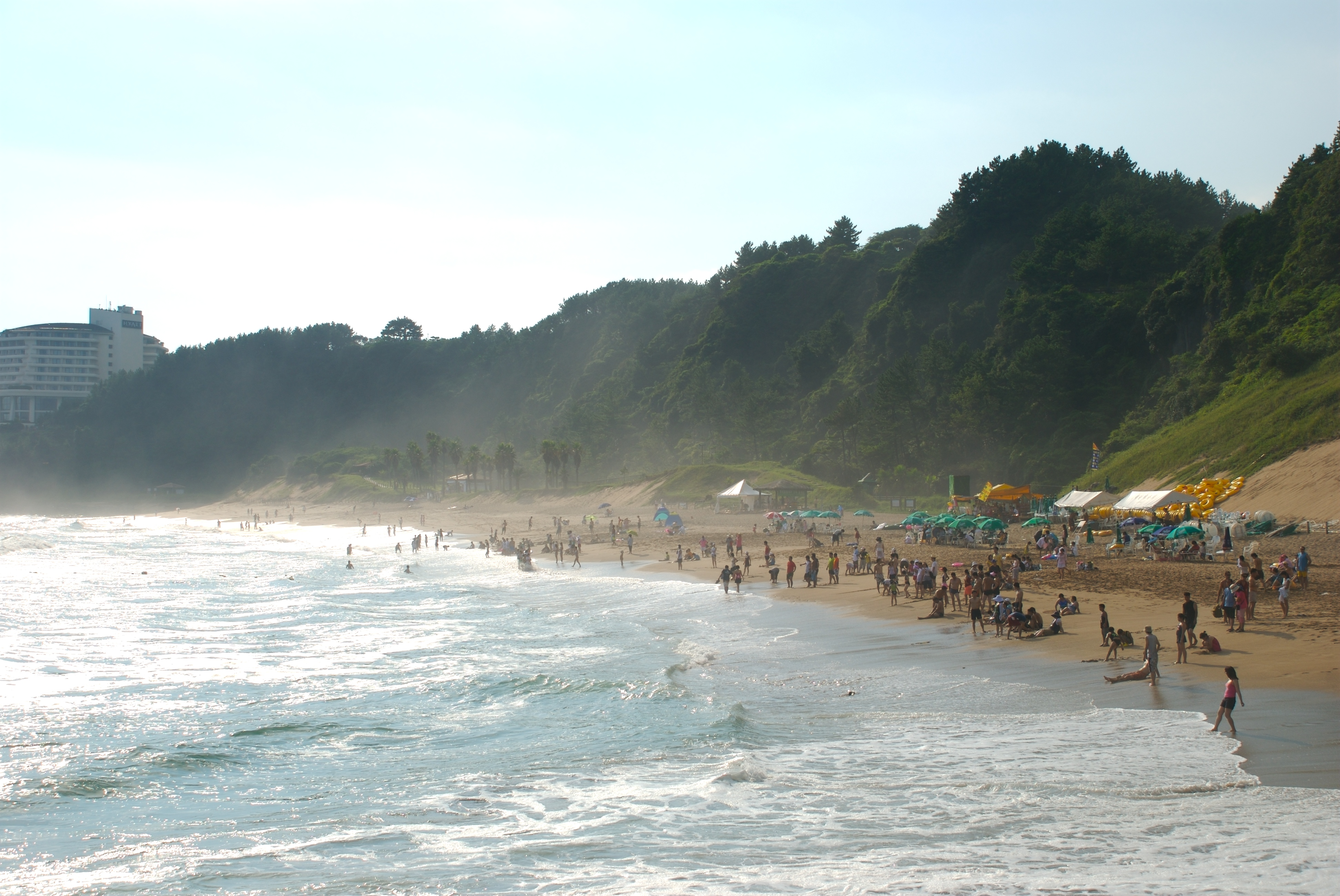
중문관광단지에 있는 해변

중문관광단지(中文觀光團地)는 대한민국 제주특별자치도 서귀포시 중문동에 있는 종합관광단지로 신라호텔이나 롯데호텔등 호텔들이 즐비해 있다.
내부에 여미지식물원, 테디베어 박물관, 믿거나 말거나 박물관, 대포 주상절리등이 위치하고 있다.